# Собор Святых Жён-Мироносиц (Баку)
Собор Святых Жён-Мироносиц (азерб. Müqəddəs Mürdaşıyan Zənənlər Başkilsəsi) — исторический памятник местного значения, построенный в Баку в 1909 году. Является церковью и центром Бакинской епархии.
Собор включен в список недвижимых памятников истории и культуры национального значения согласно решению Кабинета Министров Азербайджанской Республики № 132 от 2 августа 2001 года.
В настоящее время в соборе служат четыре священника и три диакона, обеспечивающие потребности православных верующих. Настоятелем собора является протоиерей Дионисий Свечников.

## История

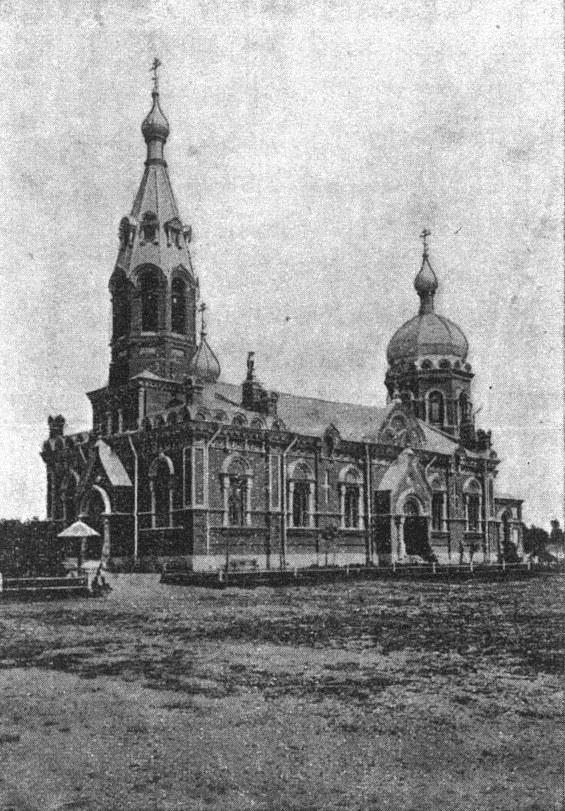
Высочайше утверждённый в 1901 г. тип военной церкви. Церковь 148-го пехотного Каспийского полка в Новом Петергофе, первая выстроенная по типу военных церквей. Фото 1912 года

Макет собора в Культурном центре Гейдара Алиева

### Ранние годы
Кафедральный собор Святых Жен-Мироносиц был построен в Баку в 1908—1909 годах по проекту Фёдора Вержбицкого. Собор был возведен в стиле военных храмов, утвержденном Строительной комиссией Российской империи в 1901 году. До 1917 года на территориях, охваченных Российской империей, было построено в общей сложности 64 храма в этом стиле. Бакинский храм также находился в ведении 262-го Сальянского пехотного полка и был построен для удовлетворения их духовных нужд. В строительстве храма оказал поддержку азербайджанский миллионер Гаджи Зейналабдин Тагиев. На открытии храма присутствовали выдающиеся политические и религиозные деятели того времени, в том числе наместник русского царя на Кавказе Илларион Воронцов-Дашков. Изначально храм был зарегистрирован под названием «Архангел Михаил». С 1890 по 1914 год батальонным, а позже полковым священником был Иоанн Виссарионович Лиадзе.10 апреля 1910 года тела бывшего командира 262-го Сальянского пехотного полка, генерал-майора Мечислава Константиновича Вальтера, а также солдат полка были торжественно перезахоронены на территории собора.

### Советизация
После советизации Азербайджана началась борьба с религией. Многие мечети, церкви и синагоги были переданы на баланс клубов для просветительских целей. Кроме того, религиозные памятники также подвергались разграблению. Кафедральный собор Святых Жен-Мироносиц был закрыт для богослужений, и кресты на его крыше были сняты. Между священниками и большевиками, вошедшими в храм с целью грабежа, произошла ссора. Священник, пытавшийся помешать похитителям золотых икон и подсвечников, был застрелен. Позже в здании собора был создан дом для солдат Красной Армии. В 1970 году здание использовалось как склад карт, а затем как спортивный зал.
20 января 1990 года, во время событий Черного января, в здание собора попало два снаряда. В результате крыша собора была полностью разрушена, пол обрушился, а стены треснули.

### Восстановление независимости
После восстановления независимости Азербайджана в 1991 году собор был передан в ведение Русской православной церкви.
27 мая 2001 года, во время визита в Азербайджан патриарха Алексия II, этот храм был объявлен святыней и ему был присвоен статус главного кафедрального собора. Поскольку в Баку также находится церковь Архангела Михаила, название собора было изменено на Кафедральный собор Святых Жен-Мироносиц.
Собор включен в список памятников истории и культуры местного значения согласно решению Кабинета Министров Азербайджанской Республики № 132 от 2 августа 2001 года.
В 2001 году работы по восстановлению собора начались при финансовой поддержке вице-президента Всесоюзного азербайджанского конгресса, мецената Айдына Курбанова. Здесь был возведен вырезанный из камня иконостас, выполнены настенные росписи, приобретены необходимые церковные принадлежности. По проекту восстановления в 2002 году архитектор Эльчин Алиев был награжден орденом «Святого Сергия Радонежского» Русской православной церкви.
24 марта 2003 года после восстановления состоялось открытие собора. В мероприятии участвовали президент Азербайджана Гейдар Алиев, председатель Духовного управления мусульман Кавказа шейх-ул-ислам Хаджи Аллахшукюр Пашазаде, а также заместитель патриарха Алексия II.
За поддержку в восстановлении собора Айдын Курбанов был награжден орденом Святого князя «Даниила Московского» I степени.
В июне 2005 года собор посетил католикос-патриарх всей Грузии II Илия. В сентябре 2005 года собор снова посетил патриарх Алексий II, на этот раз он освятил главный алтарь собора.
15 ноября 2013 года на территории собора состоялось открытие православного религиозно- культурного центра Бакинской и Азербайджанской епархии, построенного под государственным патронажем. В церемонии участвовал президент Азербайджанской Республики Ильхам Алиев.
19 августа 2024 года президент Азербайджанской Республики Ильхам Алиев и президент Российской Федерации Владимир Путин посетили Кафедральный собор Святых Жен-Мироносиц и вручили ему памятные подарки.

## Реликвии
В 2003 году патриарх Константинопольский Варфоломей I передал собору Святых Жён-Мироносиц ковчег с частицей мощей апостола Варфоломея, который считается покровителем города Баку.
В соборе находятся чтимые иконы Божией Матери «Тихвинской» и «Каспийской». В крипте собора погребён епископ Бакинский и Прикаспийский Митрофан (Поликарпов).
5 апреля 2024 года в ходе визита в собор губернатор Санкт-Петербурга Александр Беглов преподнёс собору иконы Воскресения Христова и Крещения Господня, а также евхаристические сосуды потир и дискос. Также был преподнесён в дар образ Иверской иконы Божией Матери. Библиотеке в дар от губернатора Санкт-Петербурга Александра Беглова были преподнесены 14 томов Православной энциклопедии.